# Frogwares
Frogwares est un studio de développement de jeux vidéo ukrainien fondé en 2000, particulièrement actif dans le domaine du jeu d'aventure où il s'est distingué par sa série de jeux Sherlock Holmes qui connait environ une nouvelle sortie tous les deux ans depuis 2002.
Tout en continuant de développer des jeux d'aventure, Frogwares s'est lancé à partir de 2008 dans le « jeu casual et d'objets cachés », puis dans d'autres genres de jeux vidéo par la suite, avec un MMORTS en 2010 (World of Battles) et un jeu de réflexion se présentant comme un FPS en 2013 (Magrunner Dark Pulse). Deux filiales spécialisées de Frogwares ont été ouvertes à ces occasions : Waterlily Games pour les jeux casual, et 3AM Studios pour Magrunner Dark Pulse.
En 2020, le bilan des ventes de Frogwares depuis sa création s'élevait à environ 8 millions d'unités dans le monde pour les jeux de la série Sherlock Holmes.

## Histoire

Premier logo de Frogwares (2002).

Le studio Frogwares est fondé en 2000 en Ukraine et en Irlande par des expatriés d'origine française. Waël Amr en est le président. Le nom choisi pour le studio, « Frogwares », vient du sobriquet « froggies » utilisé dans les pays anglo-saxons pour désigner les personnes d'origine française. À sa création, le studio était composé d'une équipe de seulement six personnes qui s'est ensuite régulièrement agrandie pour atteindre plus d'une soixantaine d'employés en 2013.
Le studio se spécialise rapidement dans la série Sherlock Holmes qui lui assure son succès. Pour mieux respecter l'univers du détective en se débarrassant des clichés, l'équipe du studio lit l'ensemble du « Canon holmésien » lors du développement du second opus de la série (La Boucle d'argent). Waël Amr devient lui-même membre de la Société Sherlock Holmes de France pendant quelques années.

Waterlily Games, la filiale de Frogwares spécialisée dans le « casual » depuis 2011.

Avec Sherlock Holmes et le tapis persan (2008), Frogwares se lance dans les jeux casual et crée en 2011 une filiale dédiée, Waterlily Games, spécialisée dans le développement de ce type de productions. Ces jeux se caractérisent par une réalisation technique et des énigmes simplifiées et l'omniprésence d'un système d'aide pour que le joueur puisse surmonter les difficultés qu'il rencontre. Le choix du studio pour les jeux casual s'explique par la plus grande facilité du développement, ainsi que par le besoin de proposer des jeux plus faciles aux joueurs qui avaient un recours excessif aux solutions sur Internet pour progresser dans un jeu d'aventure classique. Les jeux casual réalisés par le studio sont souvent distribués exclusivement en téléchargement, parfois en collaboration avec la plate-forme Big Fish Games. Les jeux casual « Sherlock Holmes » sont néanmoins édités sur support physique pour PC, Nintendo DS ou Nintendo 3DS selon les cas et l'évolution des consoles.
En 2010, Frogwares se tourne vers le MMORTS (massively multiplayer online real-time strategy) avec le jeu World of Battles. Il s'agit du premier jeu multijoueur du studio. World of Battles est un jeu de stratégie qui se déroule dans un univers médiéval fantastique où le joueur entraîne et contrôle une armée et doit parvenir à vaincre d'autres armées contrôlées par d'autres joueurs pour récupérer des gems. Frogwares continue de travailler sur le développement du jeu en proposant régulièrement de nouvelles améliorations.
Frogwares ouvre en 2013 une seconde filiale, 3AM Studios, de manière à sortir Magrunner Dark Pulse (2013), jeu de tir stratégique de science-fiction reposant sur l'aimantation de cubes et de plates-formes pour se déplacer dans chaque niveau. Le jeu est considéré comme un « Portal-like » selon certains critiques.

## Jeux développés

### Liste des jeux
| Évolution du personnage de Sherlock Holmes dans les jeux de Frogwares (La Boucle d'argent, Contre Jack l'Éventreur, Le Testament de Sherlock Holmes). |  | Évolution du personnage de Sherlock Holmes dans les jeux de Frogwares (La Boucle d'argent, Contre Jack l'Éventreur, Le Testament de Sherlock Holmes). |  | Évolution du personnage de Sherlock Holmes dans les jeux de Frogwares (La Boucle d'argent, Contre Jack l'Éventreur, Le Testament de Sherlock Holmes). |
| Évolution du personnage de Sherlock Holmes dans les jeux de Frogwares (La Boucle d'argent, Contre Jack l'Éventreur, Le Testament de Sherlock Holmes). |  | |  | |

Jeux d'aventure
- 2002 : Sherlock Holmes : Le Mystère de la momie (PC) (porté sur Nintendo DS en 2009)
- 2003 : Voyage au centre de la Terre (PC)
- 2004 : Sherlock Holmes : La Boucle d'argent (PC) (porté sur Wii en 2011)
- 2005 : 80 Jours (PC)
- 2006 : Sherlock Holmes : La Nuit des sacrifiés (PC) (version remasterisée sortie en 2008)
- 2007 : Sherlock Holmes contre Arsène Lupin (PC) (version remasterisée sortie en 2010)
- 2008 : Dracula Origin (PC)
- 2009 : Sherlock Holmes contre Jack l'Éventreur (PC et Xbox 360)
- 2012 : Le Testament de Sherlock Holmes (PC, PS3 et Xbox 360)
- 2014 : Sherlock Holmes : Crimes et châtiments (PC, PS4, PS3, Xbox 360, Xbox One, Nintendo Switch)
- 2016 : Sherlock Holmes: The Devil’s Daughter (PC, PS4, Xbox One)
- 2019 : The Sinking City (PC, PS4, Xbox One)
- 2021 : Sherlock Holmes: Chapter One (PC, PS4, PS5, Xbox Series X/S)
- 2023 : Sherlock Holmes: The Awakened (PC, Xbox One, PS4, Xbox Series X/S, PS5, Nintendo Switch)
- 2025 : The Sinking City 2 (PC, Xbox Series X/S, PS5)

Jeux casual et d'objets cachés
- 2008 : Sherlock Holmes : Le Mystère du tapis persan (PC)
- 2008 : Mata Hari et les sous marins du Kaiser (PC)
- 2009 : Department 42: The Mystery of the Nine (PC)
- 2009 : Sherlock Holmes : Le Secret de la Reine (Nintendo DS)
- 2010 : Secret Mission: The Forgotten Island (PC)
- 2010 : Sherlock Holmes : Le Chien des Baskerville (PC)
- 2011 : Dracula : L'Alliance maudite (Dracula: Love Kills) (PC, iPad)
- 2012 : Journey: Le Cœur de Gaïa (Journey: The Heart of Gaia) (PC)
- 2012 : Sherlock Holmes : Le Mystère de la ville de glace (Nintendo 3DS)

MMORTS
- 2010 : World of Battles (PC)

FPS / réflexion
- 2013 : Magrunner Dark Pulse (PC, XBLA, PSN)

### Graphismes et gameplay
Frogwares cherche régulièrement de nouvelles améliorations au niveau des graphismes et du gameplay de ses jeux. Le premier jeu du studio (Le Mystère de la momie) est mal accueilli par la critique à cause d'un gameplay en 3D précalculée commençant à être démodé. Frogwares réalise ses deux jeux suivants (Voyage au centre de la Terre et La Boucle d'argent) avec un gameplay en 2.5D, plus classique pour l'époque, alliant des arrières-plans en 2D et des personnages en 3D, puis passe à des univers entièrement réalisés en 3D. Le studio reçoit néanmoins de nouvelles critiques sur la qualité de ses graphismes 3D jusqu'en 2009 avec le jeu Sherlock Holmes contre Jack l'Éventreur. Frogwares fait un effort particulier sur les graphismes du jeu Le Testament de Sherlock Holmes (2012) et continue dans cette direction pour son jeu Sherlock Holmes : Crimes et châtiments qui utilisera l'Unreal Engine 3 en remplacement du précédent moteur graphique.
Avec le développement des jeux en 3D intégrale se pose la question du gameplay à la première personne (vision subjective) ou à la troisième personne (vision objective). Frogwares développe d'abord La Nuit des sacrifiés (2006) et Sherlock Holmes contre Arsène Lupin (2007) avec une vue à la première personne, puis évolue dans son choix en préférant proposer au joueur le choix entre les deux vues. La Nuit des sacrifiés et Arsène Lupin connaissent ainsi une nouvelle sortie en version « remasterisée » en 2008 et 2010, incluant la possibilité de basculer entre les deux vues selon les goûts du joueur. Certains joueurs préfèrent la première personne pour son aspect immersif, d'autres préfèrent la troisième personne pour un contrôle plus classique des jeux d'aventure, ou pour s'éviter d'éventuels maux de tête lorsqu'ils jouent dans des univers en 3D. Tous les jeux d'aventure du studio incluent désormais ce choix entre les deux perspectives.

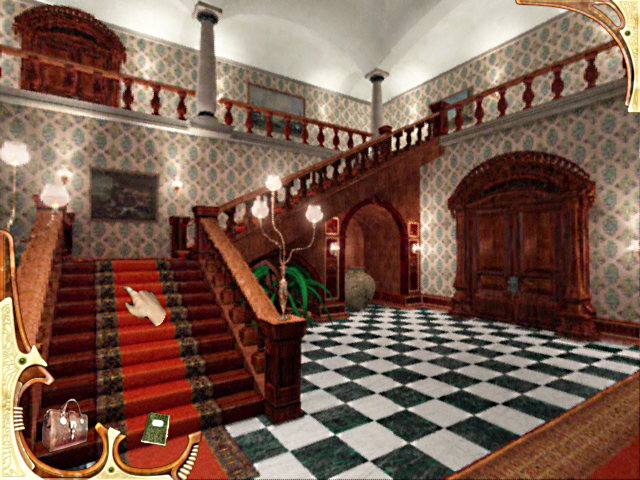
2002 : Interface en 3D précalculée.
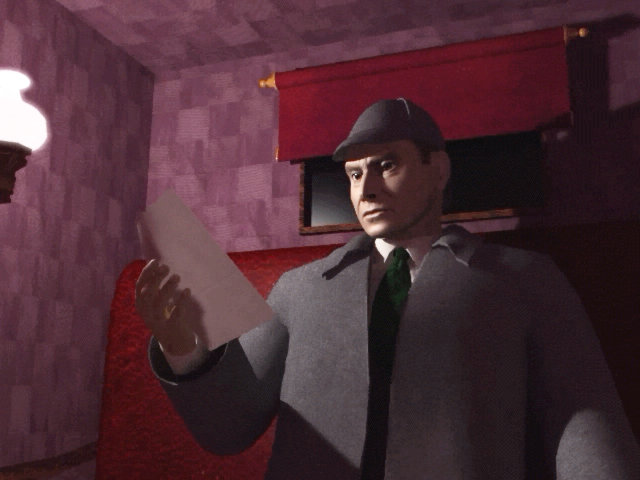
2002 : Sherlock Holmes (cinématique)
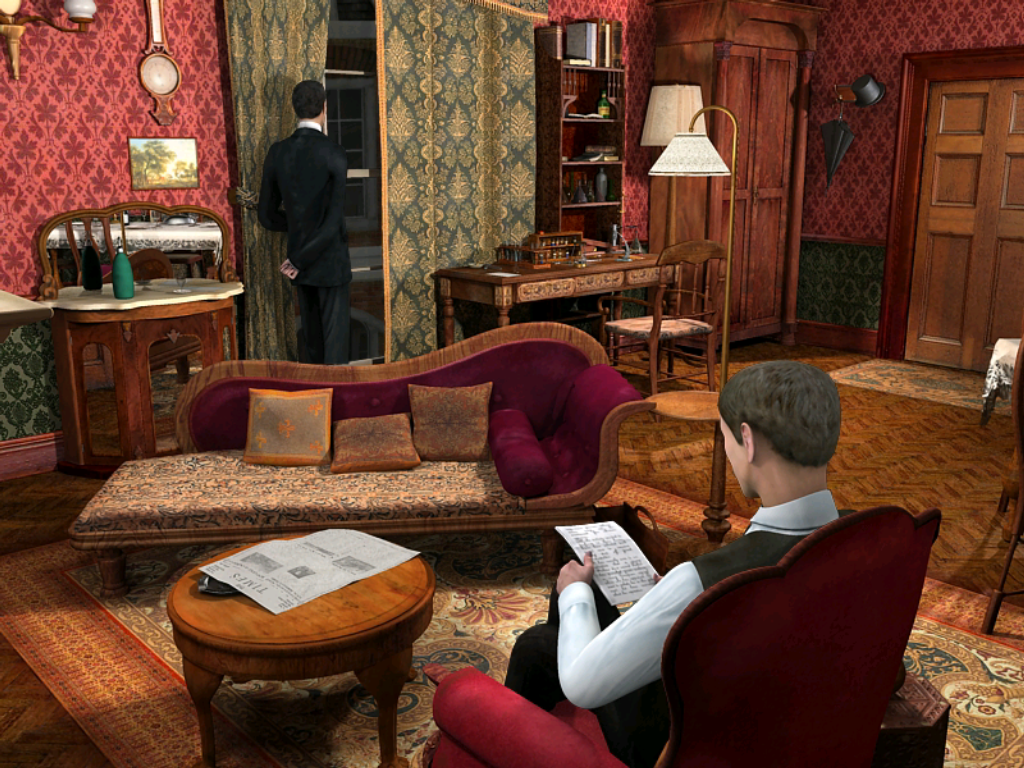
2004 : Baker Street (cinématique).
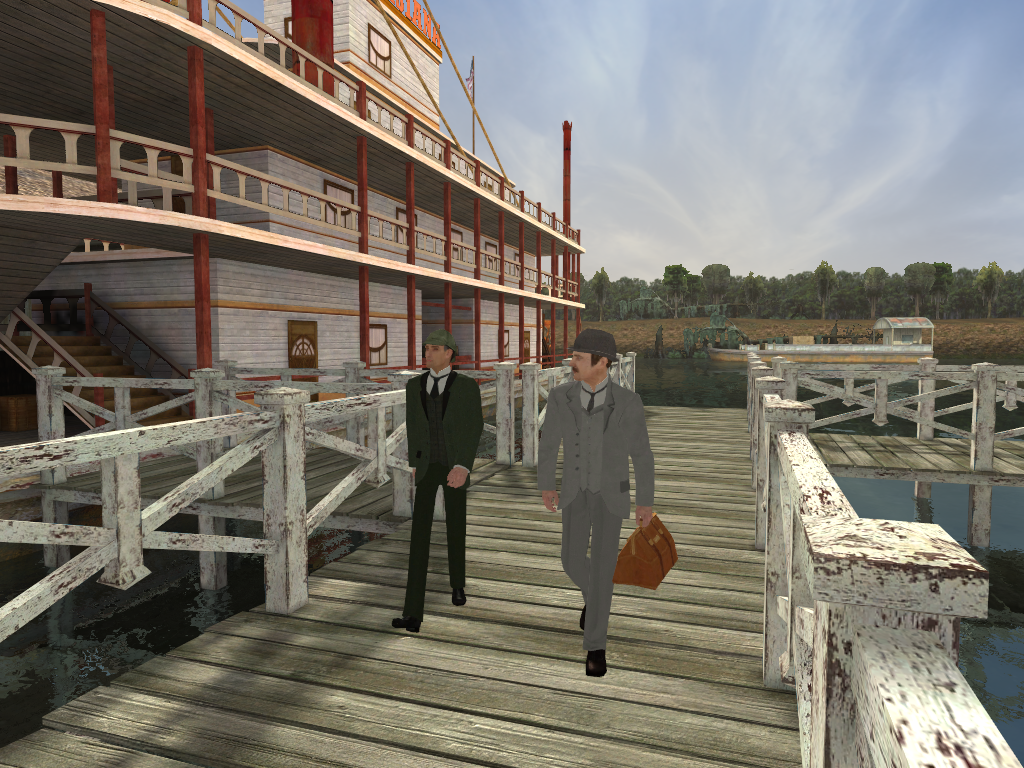
2006 : Holmes et Watson.
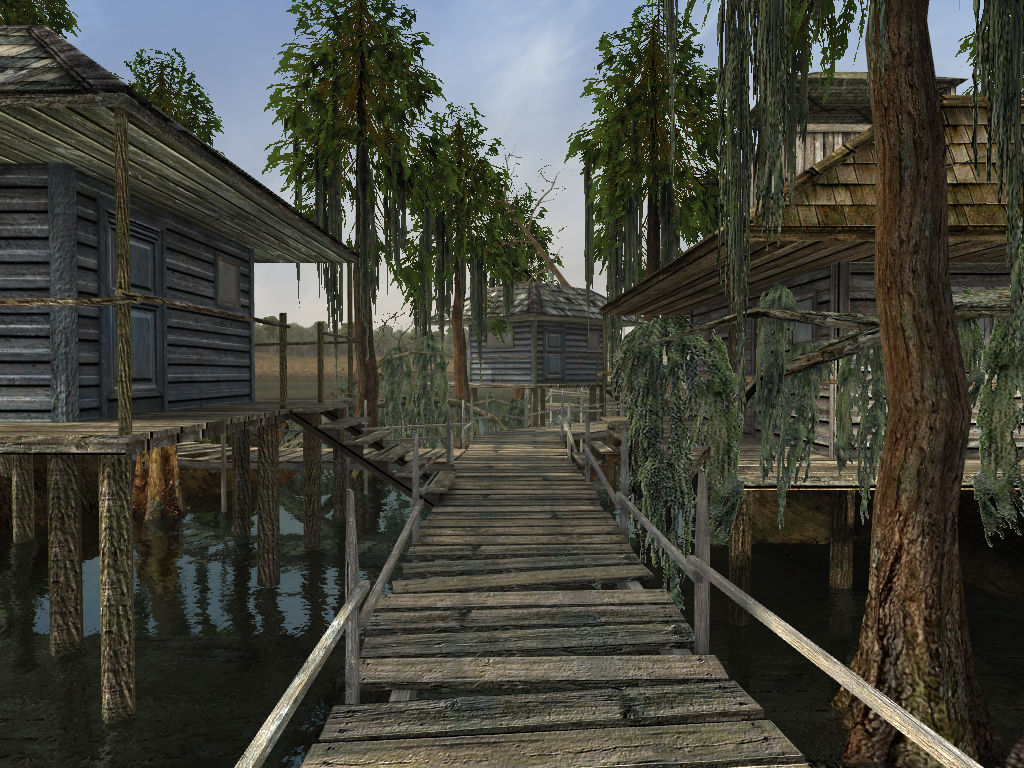
2006 : Gameplay en 3D intégrale.
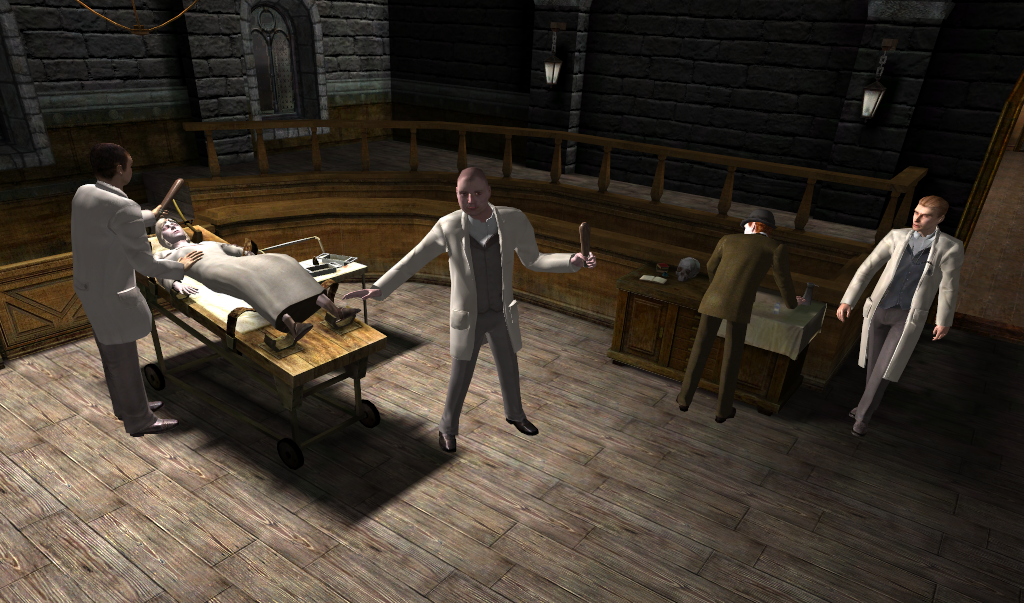
2006 : Jeux de lumière en interface 3D intégrale.
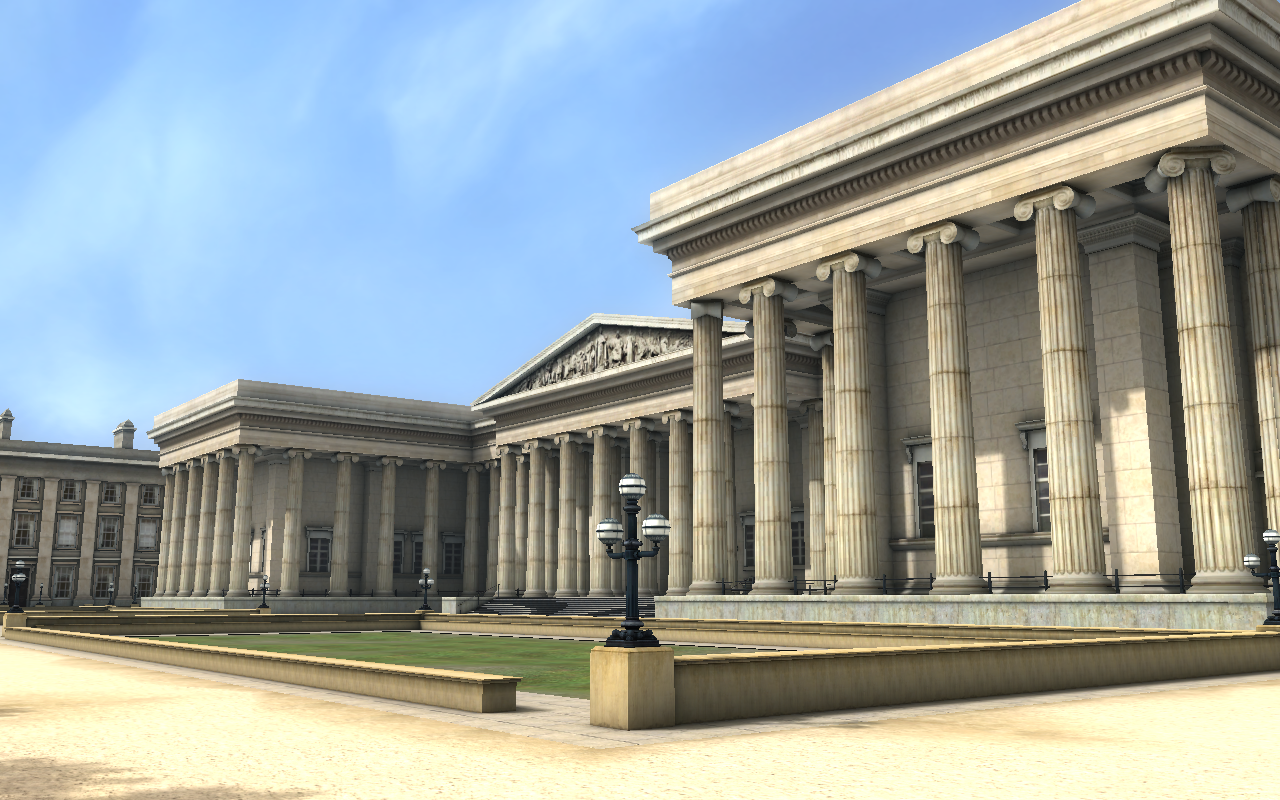
2007 : Reconstitution du British Museum en 3D.
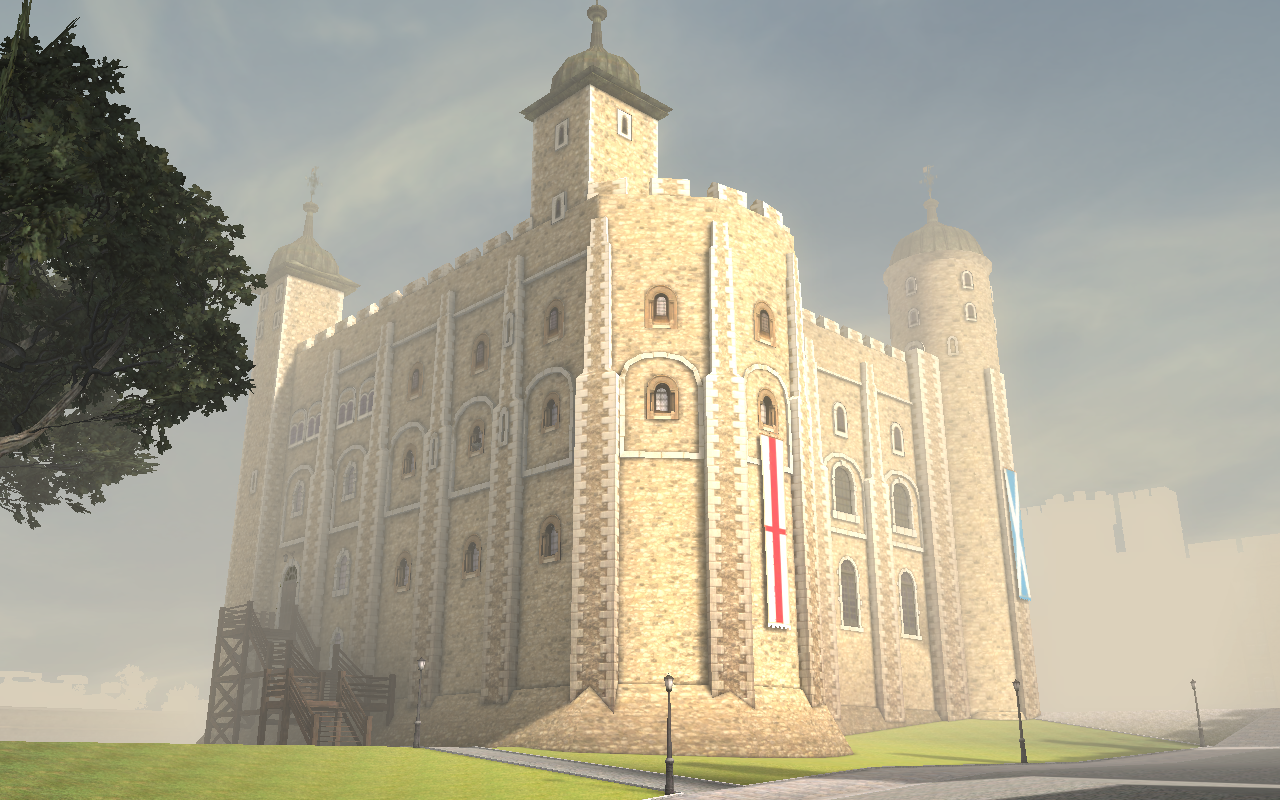
2007 : Reconstitution de la Tour de Londres en 3D.
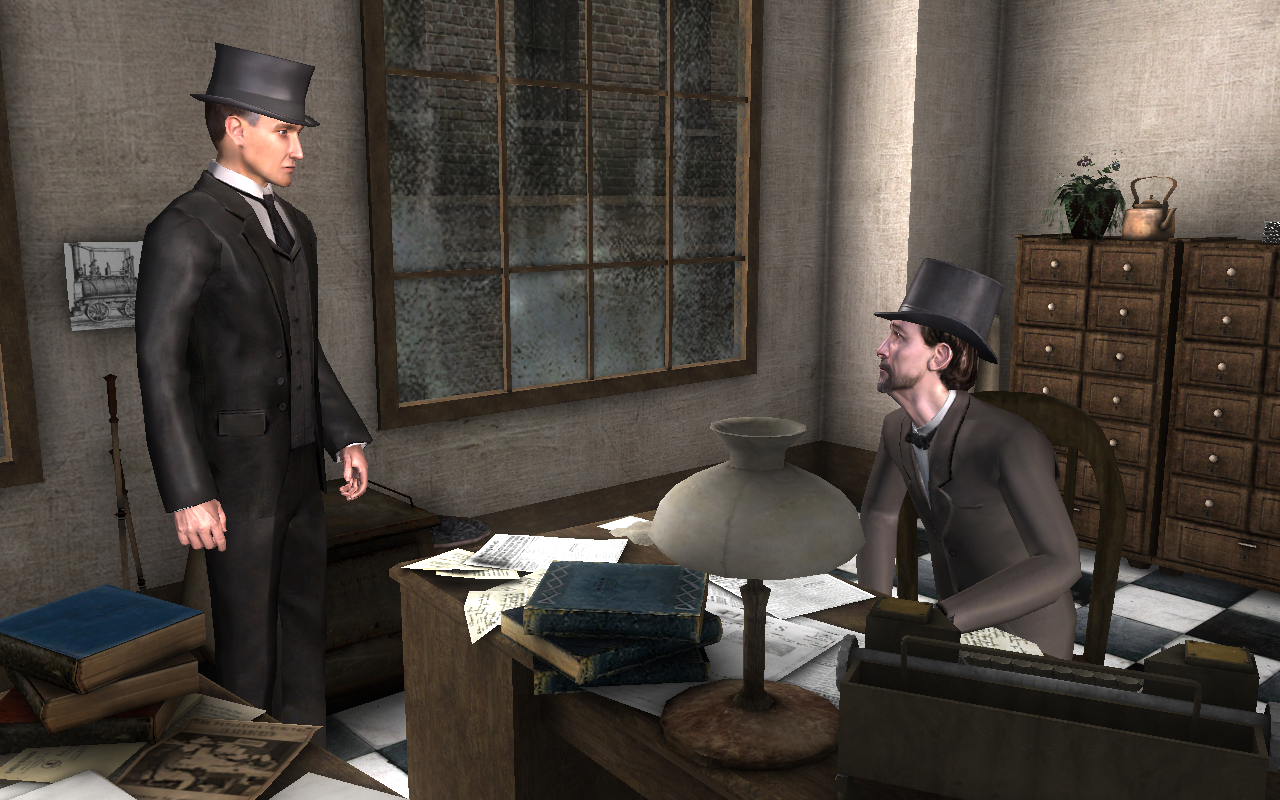
2009 : Sherlock Holmes et Thomas Bulling en 3D.
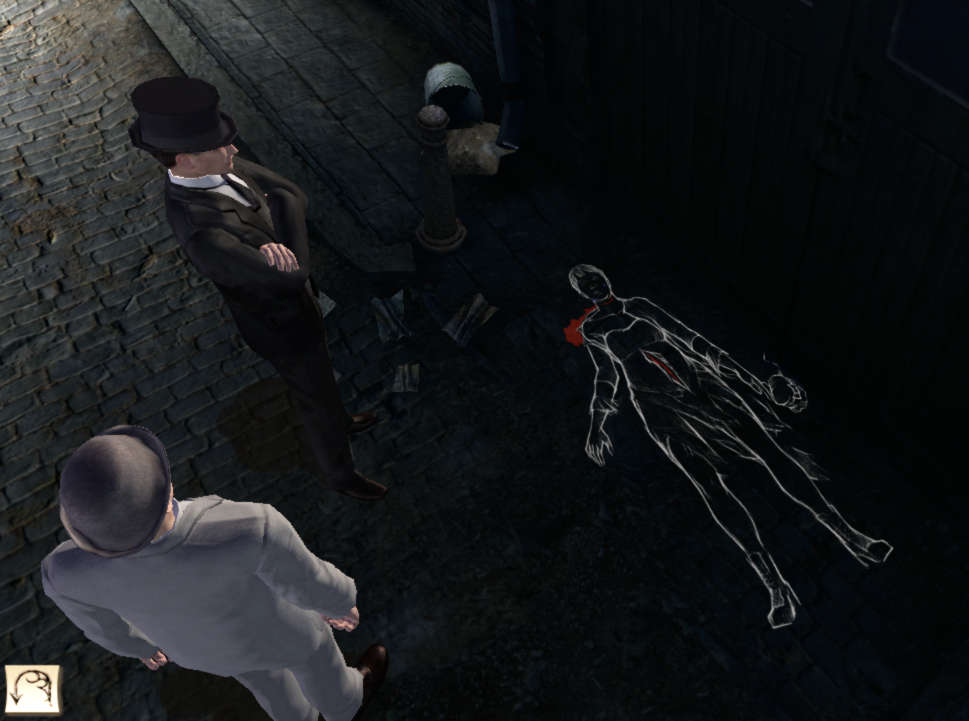
2009 : Scène d'enquête sur une victime de Jack l'Éventreur.
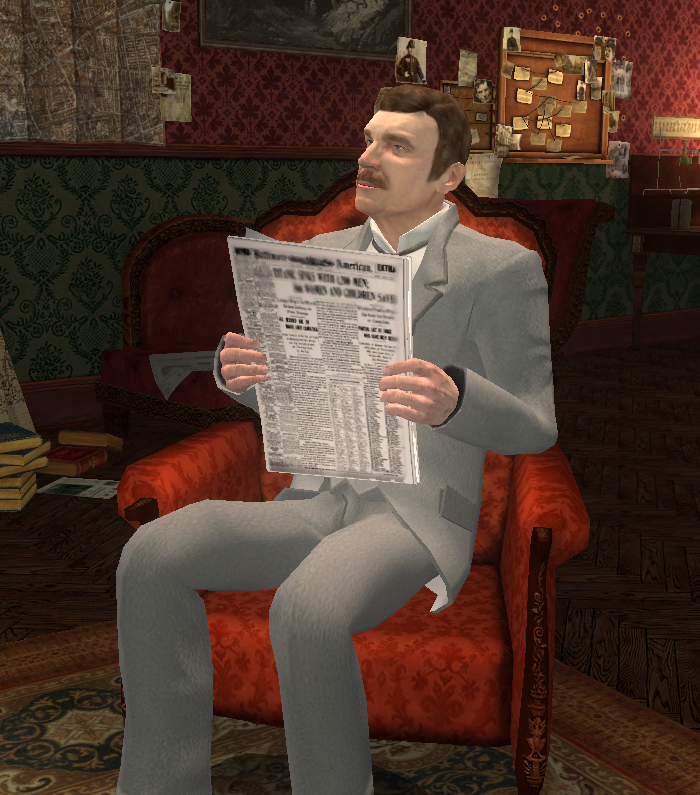
2009 : Watson lisant le journal à Baker Street.
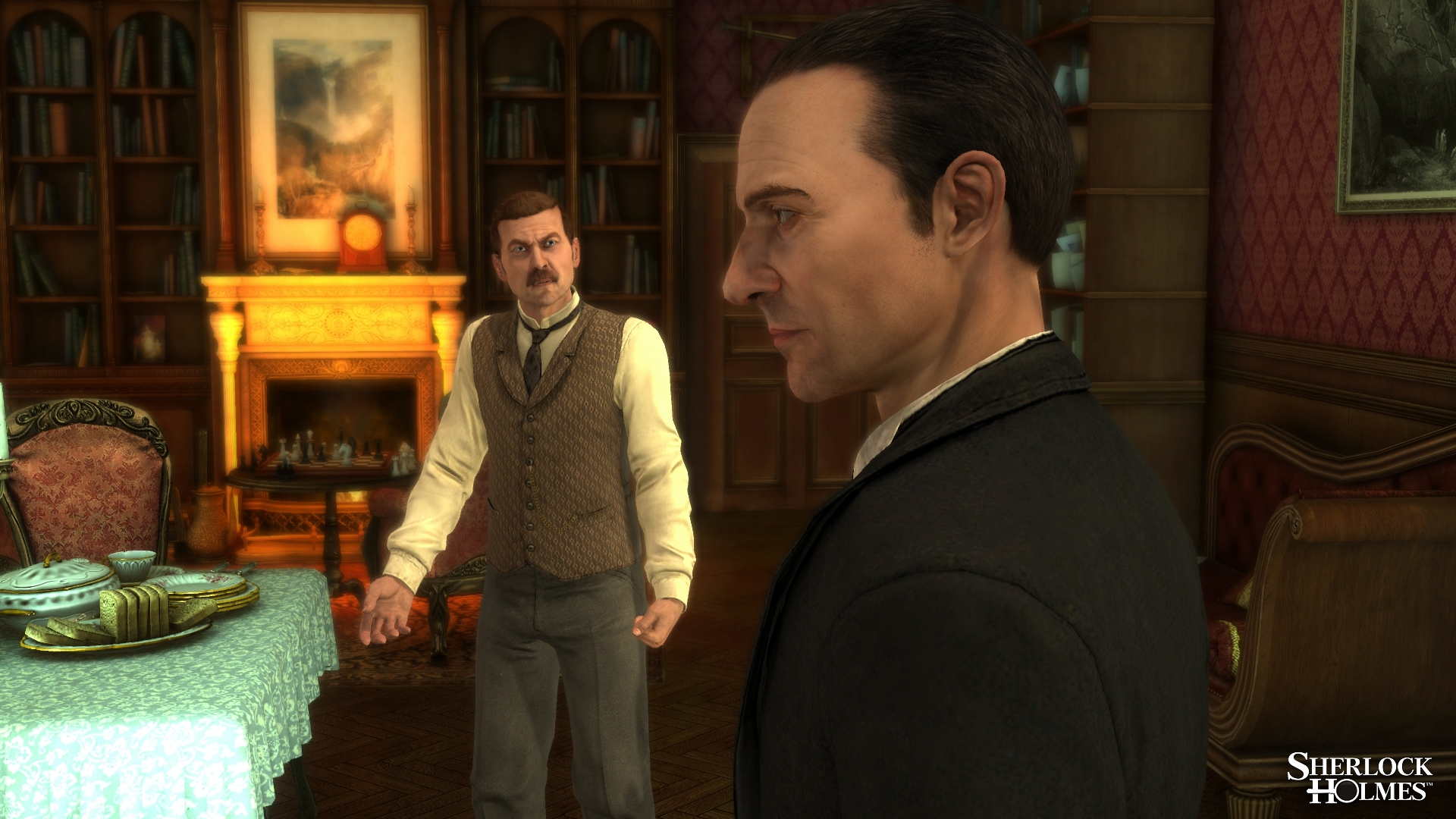
2012 : Amélioration du niveau de détail graphique des scènes en 3D.
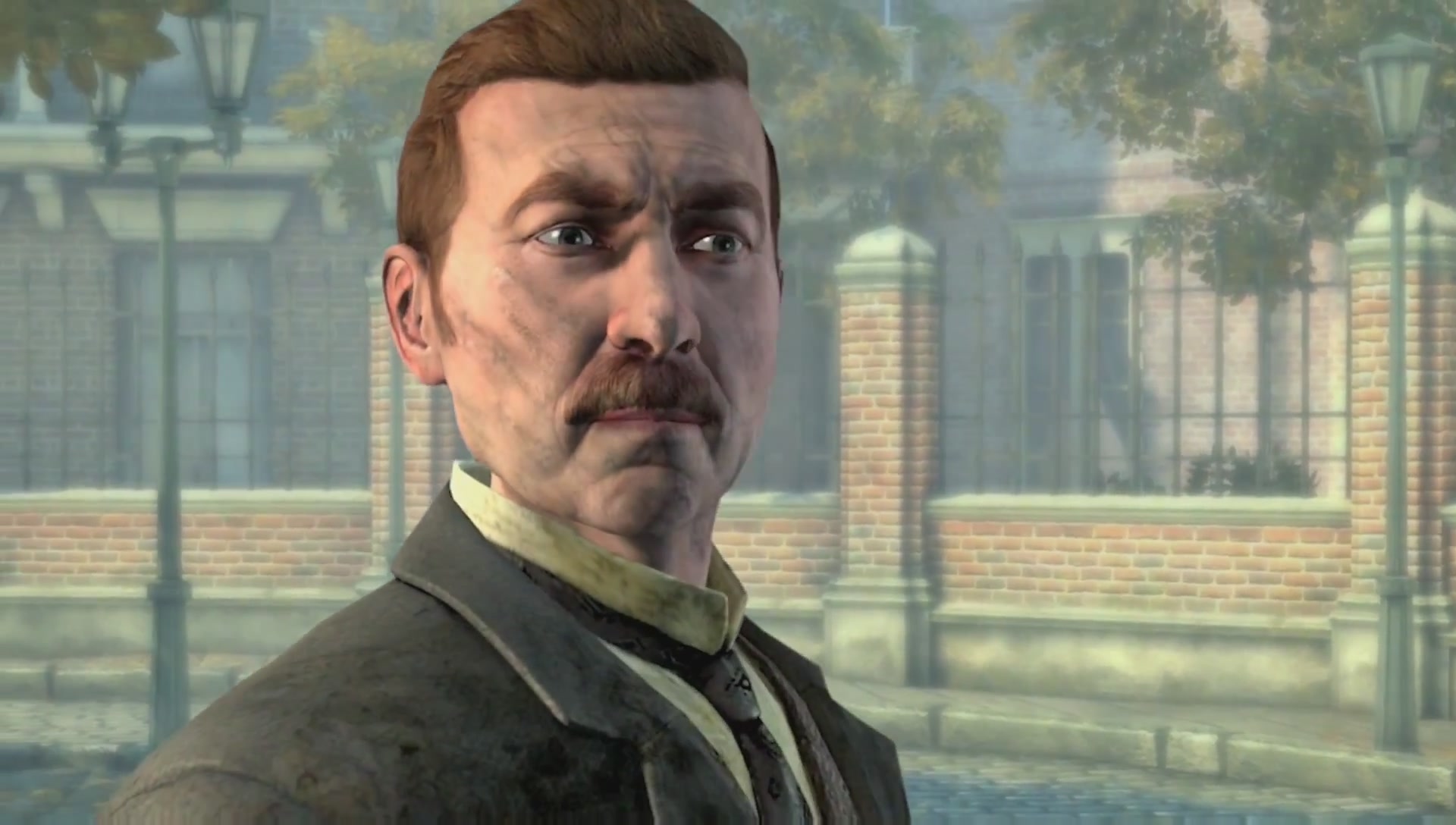
2012 : Watson, surpris, voit Holmes s'enfuir après une explosion.

### Inspirations
- Le roman : Frogwares s'inspire principalement d'éléments de la littérature française et britannique dans la réalisation de ses jeux. Le studio s'est longtemps inspiré des univers de Jules Verne et d'Arthur Conan Doyle, en développant deux séries de jeux visant à créer une alternance entre le monde strict et logique de Sherlock Holmes, et le monde plus surnaturel et fantaisiste de Jules Verne, de façon à ne pas enfermer la production dans un cadre trop borné qui lasserait rapidement les joueurs[3]. Parallèlement, Frogwares s'est aussi inspiré d'autres univers romanesques en les mêlant à celui de Sherlock Holmes, notamment en y introduisant Arsène Lupin (2007) ainsi que l'univers horrifique de Lovecraft (le mythe de Cthulhu) dans La Nuit des Sacrifiés (2006). Le Compte Dracula imaginé par Bram Stoker est quant à lui le personnage principal de Dracula Origin.
- Le XIXe siècle : La plupart des aventures de Frogwares se déroulent à la fin du XIXe siècle. Dans une interview de mars 2008, Waël Amr s'exprime à ce sujet[11] et explique que « le XIXe siècle européen est une époque fascinante », que c'est « l'époque des derniers rêves d’humanité avant l’avènement de la violence extrême [de la Première puis Seconde Guerre mondiale] ». Il explique aussi que cette période d'optimisme est parfaitement adaptée aux jeux d'aventure qui recherchent une certaine beauté graphique, grâce aux modes vestimentaires et architecturales de l'époque qui ont disparu de nos jours. Enfin, Waël Amr explique que « c’est aussi le temps des dernières explorations et des terres inconnues », ce qui crée le « souffle de mystère » tant recherché par la communauté des joueurs de jeux d'aventure.
- La réalité : Certaines productions de Frogwares s'inspirent de faits et de personnes réels, tels Mata Hari dans le jeu Mata Hari et les sous marins du Kaiser (2008), ou encore le célèbre meurtrier Jack l'Éventreur dans Sherlock Holmes contre Jack l'Éventreur (2009). Ce dernier jeu vise d'ailleurs à reconstituer autant que possible la réalité des faits, jusque dans les dépositions des témoins et les articles de presse d'époque évoquant l'affaire.

## Contentieux
Le studio rencontre plusieurs différends vis-à-vis de ses partenaires commerciaux.

### Avec Focus Home Interactive
En 2002, la distribution du jeu Sherlock Holmes : Le Mystère de la momie est réalisée par des intermédiaires qui ne rémunèrent pas le studio de manière honnête par rapport au succès commercial du jeu : Frogwares entame plusieurs procès à leur encontre.
Le studio choisit ensuite Focus Home Interactive comme « licencié » à partir de 2004-2005 et cette collaboration dure une dizaine d'années jusqu'en 2014-2015. Focus Home Interactive se déclare éditeur des jeux, mais est en réalité un intermédiaire de distribution qui ne participe pas au financement des productions. La relation entre les deux sociétés aboutit à un conflit à l'automne 2019 lorsque les droits d'exploitation de Focus Home Interactive prennent fin. Les deux sociétés n'étant plus partenaires, Focus refuse de remplir les formalités pour que l'exploitation revienne automatiquement à Frogwares sur les plates-formes de téléchargement en ligne (Steam, Xbox One et Playstation Network notamment). La situation aboutit au retrait temporaire de la plupart des jeux de Frogwares sur ces plates-formes. Le développeur, qui reste pleinement propriétaire de ses créations, doit engager de nouveaux processus de certification et de mise en ligne de chacun de ses jeux pour que ceux-ci soient de nouveaux présents sur les sites concernés. Les jeux réapparaissent ainsi progressivement en début d'année 2020.

### Avec Nacon
En 2020, Frogwares révèle sur divers réseaux sociaux et son site Internet que Nacon (anciennement Big Ben Interactive) n'a pas payé toutes les royalties relatives à The Sinking City, en plus d'avoir retenu d'autres fonds destinés au fonctionnement du jeu. Le studio révèle qu'un combat judiciaire est mené depuis août 2019, mais que Nacon persiste à ne pas vouloir donner de chiffres précis concernant les ventes du jeu. Deux jours plus tard, l'éditeur français répond en dénonçant « une interprétation tout à la fois personnelle et erronée du contenu du contrat ». Frogwares demande pour sa part aux plates-formes de téléchargement de retirer le jeu, considérant que son exploitation par Nacon est abusive. Les deux entités choisissent de régler leur différend au tribunal, l'un et l'autre ayant promis par déclarations interposées une riposte judiciaire. Le 28 octobre 2020, la cour d'appel de Paris rend sa décision préliminaire, en jugeant qu'en retirant The Sinking City, Frogwares a résilié son contrat de manière illicite. En conséquence, le jeu est progressivement de retour sur les plates-formes de téléchargement. 
Frogwares et Nacon parviennent finalement à trouver un accord à l'amiable, stipulant que le studio ukrainien récupère tous les droits (y compris l'édition du jeu) sur The Sinking City. Le contenu précis de l'accord n'est pas publiquement dévoilé, mais Frogwares annonce dans le même temps un DLC intitulé Merciful Madness.